# Cashel (Condado de Tipperary)
Cashel (Caiseal Mumhan em irlandês) é uma cidade da Irlanda e é situada no condado de Tipperary Sul. É famosa por ter o Castelo de Cashel, uma das principais metas turísticas da Irlanda.